# Heckler & Koch GMG
GMG (Granatmaschinengewehr) hay GMW (Granatmaschinenwaffe) là loại súng phóng lựu tự động phát triển bởi công ty sản xuất vũ khí Heckler & Koch cho lực lượng quân đội Đức từ năm 1992. Việc thử nghiệm đã được thực hiện từ năm 1995 và hiện tại loại súng này đã được đưa vào biên chế cũng như dùng để xuất khẩu.

## Thiết kế
Khẩu GMG sử dụng cơ chế nạp đạn blowback, làm mát bằng không khí, bắn với bolt mở. Loại súng này sẽ khai hỏa ngay khi bolt đã đẩy một phần viên đạn vào khoang chứa đạn nhưng vẫn chưa kết thúc chu kỳ đẩy lên để giảm độ giật vì lực đẩy của bolt sẽ vô hiệu hóa một phần độ giật của viên đạn được phóng đi. Khẩu súng này sử dụng loại lựu đạn 40 mm tiêu chuẩn của NATO, dây đạn có thể nạp ở cả hai bên khẩu súng để giúp cho các xạ thủ sử dụng dễ dàng hơn các tay thuận của mình. Hộp đạn rời 32 trái nếu nạp đầy đạn sẽ nặng 19 kg. GMG có hai chế độ bắn là phát một và bắn loạt.
GMG có thể gắn trên bệ chống ba chân của riêng mình hay các loại bệ chống khác thông qua bộ phận chống xóc tích hợp trên khẩu súng. Bộ phận chống xóc được thiết kế để cò súng nằm ngay tay cầm giúp dễ dành hơn cho việc tác chiến. Khi không có bộ phận chống sóc nút điểm hỏa sẽ nằm ở giữa phía sau khẩu súng. Loại súng này có thể gắn nhiều loại ống nhắm ngày và đêm nhưng nó cũng có hệ thống nhắm điểm ruồi dự phòng.

## Các nước sử dụng
- Đức
- Bồ Đào Nha
- Canada
- Phần Lan
- Hoa Kỳ
- Hy Lạp
- Ireland
- Latvia
- Lithuania
- Hà Lan
- Slovenia
- Vương quốc Anh